# Červená Řečice
Pour les articles homonymes, voir Řečice.
Červená Řečice (en allemand : Roth Retschitz i Rothrecitz) est une ville du district de Pelhřimov, dans la région de Vysočina, en République tchèque. Sa population s'élevait à 1 006 habitants en 2020.

## Géographie
Červená Řečice se trouve à 10 km au nord-nord-ouest de Pelhřimov, à 33 km au nord-ouest de Jihlava et à 83 km au sud-est de Prague.
La commune est limitée par Křelovice au nord, par la Trnava et la commune de Želiv au nord-est, par Svépravice à l'est, par Pelhřimov a sud-est, par Bácovice au sud et par Útěchovice, Hořepník et Rovná à l'ouest.

## Histoire
La première mention écrite de la ville date de 1279.

## Patrimoine
- Château de Červená Řečice

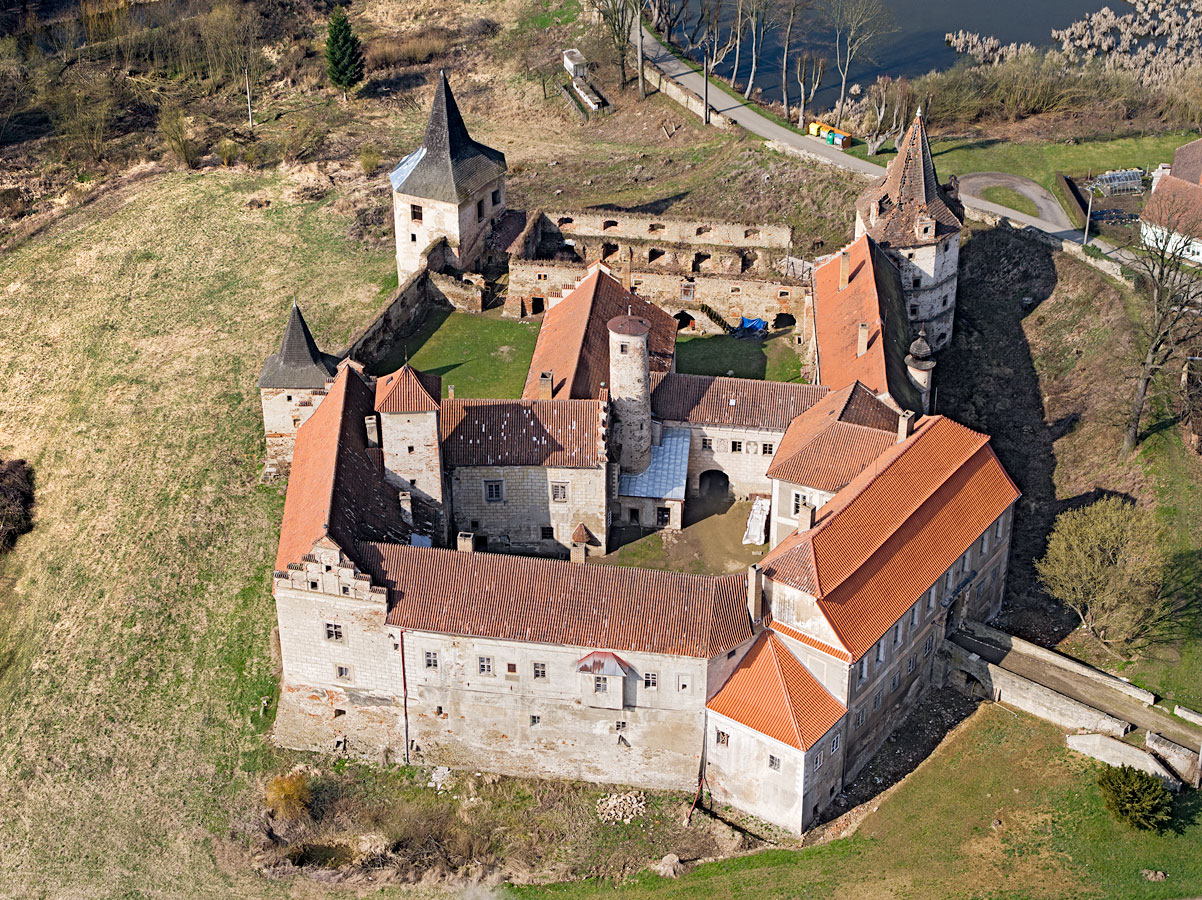
Vue aérienne du château de Červená Řečice.
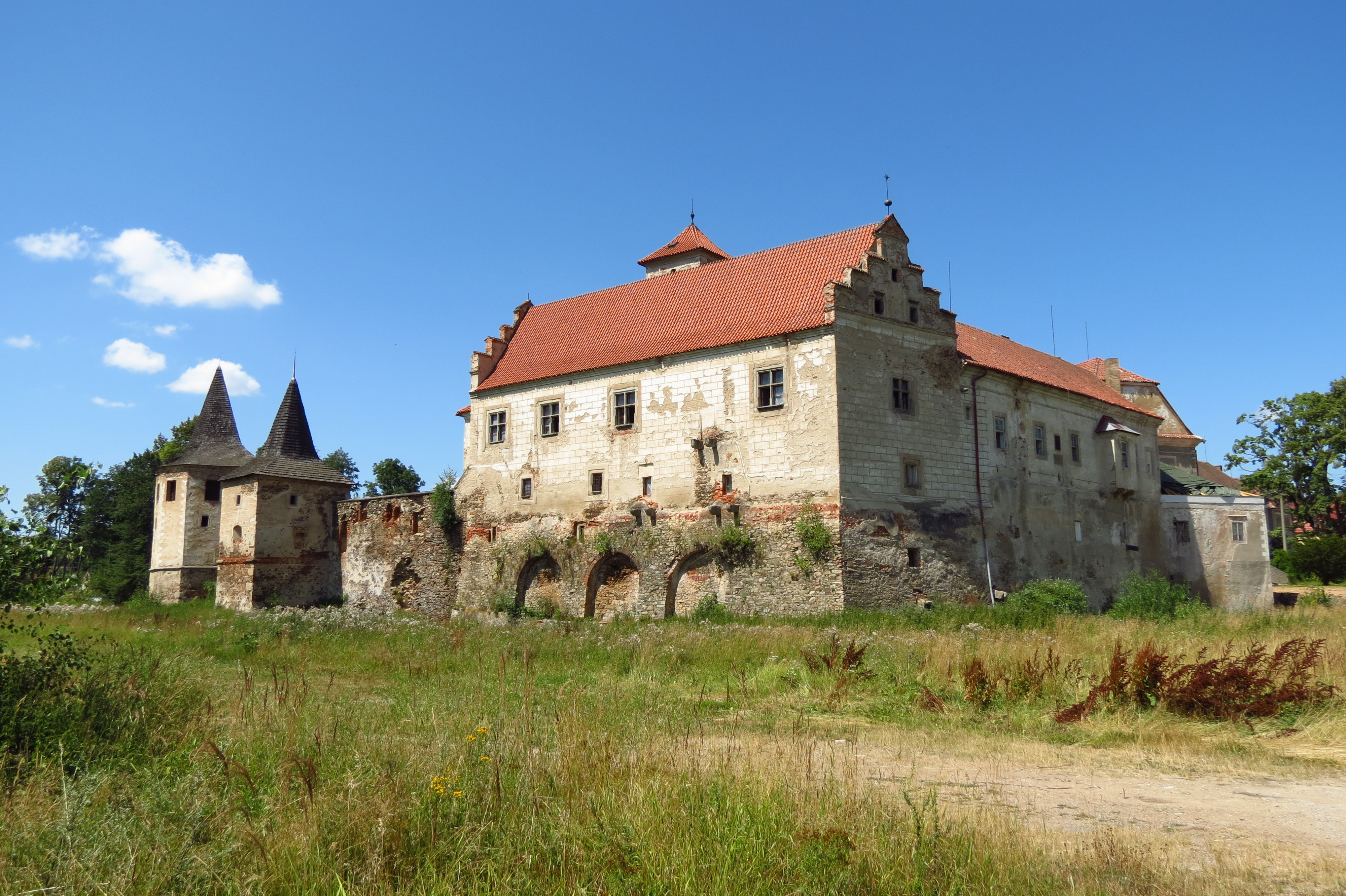
Château de Červená Řečice.

## Administration
La commune se compose de cinq quartiers :
- Červená Řečice
- Milotičky
- Popelištná
- Těchoraz
- Zmišovice